# Calliope calliope
La calliope siberiana  (Calliope calliope (Pallas, 1776)) è un uccello passeriforme della famiglia dei Muscicapidi.

## Descrizione
La specie presenta dimorfismo sessuale ben accentuato nel periodo amoroso: il maschio ha il sottogola rosso, e sopraccigli e mustacchi di color bianco, mentre la femmina ha il sottogola ocra e sopraccigli e mustacchi color crema.

## Biologia

### Alimentazione
La calliope siberiana ha una dieta prettamente insettivora.

## Distribuzione e habitat
Si riproduce prevalentemente in Asia, soprattutto in Siberia, ma migra verso le regioni più calde d'inverno.

## Sistematica
Sono state descritte tre sottospecie:
- Calliope calliope calliope (Pallas, 1776)
- Calliope calliope camtschatkensis (Gmelin, 1789)
- Calliope calliope beicki (Meise, 1937)